# Sint-Annakerk (Itterbeek)

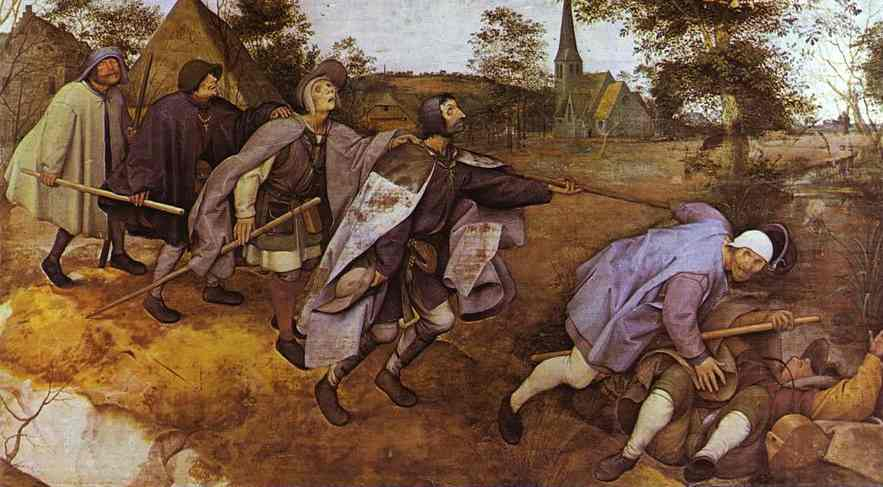
De Parabel der Blinden door Pieter Breughel de Oude, met het kerkje van Sint-Anna-Pede.

De Sint-Annakerk is een rooms-katholieke kerk in Sint-Anna-Pede (Dilbeek). Zij is afgebeeld op de parabel der blinden van Pieter Bruegel de Oude.

## Geschiedenis
De oprichting van het kerkje wordt gesitueerd rond 1250. Hiervoor baseert men zich op een akte van het Begijnhof van Brussel. Hierin is sprake van “apud Pede juxta nova capella” (“te Pede bij de nieuwe kapel”). Hier kan men uit afleiden dat er op deze locatie vroeger al een soort kapel moet gestaan hebben.
In de 16e eeuw werd het schip van de kerk opgetrokken. In de 17e eeuw werd de kerk in gotische stijl gerenoveerd, met de aanleg van een kruisribgewelf.
De kerk en de omgeving werden beschermd in 1948.

## Architectuur
Het Sint-Annakerkje is opgetrokken uit zandsteen, gecombineerd met lagen baksteen. Het heeft zowel romaanse als gotische kenmerken.
Tot het belangrijkste kerkmeubilair behoren de houten preekstoel met de afbeelding van de Goede Herder (18e eeuw), de beelden van Sint-Jozef en O.-L.-Vrouw op de altaartafel (18e eeuw) en het houten beeld van Sint-Anna met haar dochter Maria (17e eeuw).
Het kerkje is gelegen te midden van een vroeger kerkhof en omgeven door een bomenkrans.

## De Parabel der Blinden
De Sint-Annakerk is wereldberoemd geworden omdat zij is afgebeeld op de Parabel der Blinden van Pieter Bruegel de Oude. Het schilderij stelt zes blinden voor die langs de Pedebeek lopen, waarvan de loop intussen niet is veranderd. De eerste is al gevallen en ligt in de beek. De tweede probeert zijn evenwicht te bewaren, maar verliest toch zijn evenwicht. In zijn val sleurt hij ook de derde mee. De laatste drie blinden hebben nog niets gemerkt. Dat Bruegel net het kerkje van Sint-Anna-Pede gebruikte als achtergrond, kan een gevolg zijn van het feit dat er in die tijd er in de buurt een hospitaal voor blinden was.
Er wordt beweerd dat de schilder in die tijd verbleef in het omwald kasteeltje met trapgevels, ten zuiden van de kerk, dat eveneens op het schilderij voorkomt.